# Calleidomorpha
Calleidomorpha is een geslacht van kevers uit de familie van de loopkevers (Carabidae). De wetenschappelijke naam van het geslacht is voor het eerst geldig gepubliceerd in 1855 door Motschulsky.

## Soorten
Het geslacht Calleidomorpha is monotypisch en omvat slechts de volgende soort:
- Calleidomorpha nigroaenea Motschulsky, 1855